# Ляхове
Ляхове — колишній населений пункт Новогеоргіївського району Кіровоградської області.

## Стислі відомості
В часі Голодомору 1932—1933 років нелюдською смертю померло не менше 3 людей.
1946 року входило до складу Оврагівської сільської ради. Перейменоване на Нове Життя.
Станом на 2020-ті роки існує ставок Ляхове.